# Фукс, Виктор Яковлевич
Виктор Яковлевич Фукс (1829, Москва, Российская империя — 1891, Монтрё, Швейцария) — русский юрист, государственный деятель, цензор.

## Биография
Родился в 1829 году в семье учителя немецкого языка Якова Ивановича Фукса (1800—1870) и его жены — Агнессы Вильгельмовны, урождённой Чурской(1808 — 18.01.1890). В семье было четверо детей: Виктор, Эдуард (1834—1909), Владимир (1847 — не ранее 1917) и Леокадия (1846 — после 1858).
В 1852 году окончил юридический факультет Московского университета со степенью кандидата прав и тогда же поступил на службу в канцелярию костромского губернатора; затем перешёл в канцелярию московского губернатора. Неоднократно исполнял секретные поручения по расследованию раскола, главным образом, так называемой, старо-поморской секты.
В 1855 году перешёл в департамент сельского хозяйства Министерства государственных имуществ, где был переводчиком и делопроизводителем учёного комитета.
В 1861 году был назначен чиновником особых поручений при министре внутренних дел. В этой должности он участвовал в разных комитетах и комиссиях, в пересмотре цензурного устава, в подготовлении предварительных соображений о преобразовании цензуры и в составлении проекта нового устава по делам печати. В 1863 году был назначен членом комиссии по пересмотру проекта устава о книгопечатании.
С 1865 года — член Главного управления по делам печати при Министерстве внутренних дел.
В конце 60-х годов принимал участие в разработке оснований по устройству цензуры в Царстве Польском и в 1871 году был назначен первым председателем вновь учреждённого Варшавского цензурного комитета. В 1871 году награждён орденом Св. Станислава 1-й степени, в 1874 году — Св. Анны 1-й степени.
В 1877 году был произведён в тайные советники и оставил службу.
Жил за границей. Умер в швейцарском городе Монтрё 1 января 1891 года.

## Публикации
- Напечатал в газете «Наше время» (1862. — № 112) заметку по поводу помещенной в № 32 газеты «День» статьи о законодательстве по делам печати, вызвавшую горячий ответ И. С. Аксакова.
- Суд и полиция. — М.,1889 г., в 2-х томах.
- Охота в Беловежской пуще (с иллюстрациями Михая Зичи) (1861) — по поручению Министерства государственных имуществ[3].